# 張敏峯
張敏峯（英語：Cheung Man-fung，1984年8月15日—），香港民主派人士，註冊社會工作者，申報為無黨派，在2019年香港區議會選舉以5470票，以60.02%得票率擊敗當時由1999年開始在任20年的蘇麗珍前香港觀塘區議會曉麗選區議員。一直關注觀塘區內各項民生議題，直至2021年7月在facebook專頁宣報決定辭職，繼任者懸空。

## 參與選舉
下表列出張敏峯歷年來參與區議會選舉的結果：
| 政党   | 政党       | 候选人    | 票数  | %      | ±     |
| ------ | ---------- | --------- | ----- | ------ | ----- |
|        | 曉麗新動力 | ①. 張敏峯 | 5,470 | 60.02% |       |
|        | 創建力量   | ②. 蘇麗珍 | 3,644 | 39.98% | -20.3 |
| 多数票 | 多数票     | 多数票    | 1,826 | 20.04% |       |

## 在任期間事件

### 被親中派蘇麗珍阻礙開設議辦
前任議員蘇麗珍於2019年香港區議會選舉落敗，但張敏峯欲申請屋苑內空置的位置作辦事處，卻被蘇麗珍擔任主席的曉麗苑業主立案法團拒絕。區內有店舖張貼有關訊息，卻收到蘇麗珍發律師信，指控誹謗。店主其後回應指事件搞笑，貼出內容為事實，蘇麗珍確實是不願意開放有關空間。店主又斥蘇麗珍濫用法團資金發律師信，指自己與其他二十多名業主對發律師信一事毫不知情。

### 跟進觀塘交通問題
張敏峰任期在區議會內多次與政府部門跟進增加路面空間及泊車位等問題，他表示希望舒緩觀塘區內居民的交通壓力。包括建議拆除觀塘道迴旋處的花槽，以增加觀塘道西行入開源道的空間。

### 跟進觀塘交通交滙處等小巴站空氣不流通的情況
去信市建局及運輸署後，聯同部門及其他觀塘區議員到小巴站視察情況。發現34M車站可以達到 35.2度，比室外的32度還高，之後去信部門要求加設通風系統（例：加裝風扇及吹風機），小巴站最終6月底成功加裝風扇。

### 辭職
在2021年7月透過facebook宣布，因各種理由下所以決定辭職。他表示對未能逐一兌現選舉的承諾感到抱歉，已繼任者懸空。

## 外部連結
- 觀塘區議會張敏峯議員資料 （页面存档备份，存于）
- 張敏峯的Facebook專頁

| 議會席位      | 議會席位                                              | 議會席位    |
| ------------- | ----------------------------------------------------- | ----------- |
| 前任： 蘇麗珍 | 觀塘區議會 曉麗選區區議員 2020年1月1日－2021年7月17日 | 繼任： 懸空 |